# Ladignac-sur-Rondelles
Ladignac-sur-Rondelles település Franciaországban, Corrèze megyében. Lakosainak száma 405 fő (2022. január 1.). Ladignac-sur-Rondelles Espagnac, Pandrignes, Sainte-Fortunade, Laguenne-sur-Avalouze és Lagarde-Marc-la-Tour községekkel határos.

## Népesség
A település népességének változása:
| Lakosok száma | 304  | 345  | 408  | 437  | 424  | 417  | 406  | 408  | 408  | 405  |
|               | 1968 | 1982 | 1990 | 2006 | 2013 | 2015 | 2017 | 2019 | 2020 | 2022 |